# Sabin Berthelot
Sabin Berthelot, född 4 april 1794, död 10 november 1880, var en fransk naturforskare.
Berthelot bodde på Kanarieöarna under ett antal år, och är författare till L'Histoire Naturelle des Îles Canaries, tillsammans med Philip Barker Webb.
Auktorsnamnet Berthel. kan användas för Sabin Berthelot i samband med ett vetenskapligt namn inom botaniken; se Wikipediaartiklar som länkar till auktorsnamnet.